# بینی انسان
بینی یا دماغ انسان (انگلیسی: Human nose) عضوی از صورت و دارای دو سوراخ بینی و نخستین ارگان دستگاه تنفس است. هم‌چنین بینی جزء دستگاه بویایی نیز محسوب می‌شود.
برجسته ترین ساختار در صورت عضو بینی است جهت دستگاه تنفس میباشد و شامل ذرات بویایی میباشد. 
بینی دارای دو حفره میباشد که ساختار آن از غضروف میباشد.بینی و دهان با یکدیگر ارتباط دارند و استخوان بین کف بینی و سقف دهان را پالاتین میگویند. 
وجود مشکلات در هر قسمت اناتومی بینی می‌تواند منجر به ظاهر نازیبا، عدم توازن بینی با دیگر اجزای صورت، مشکلات تنفسی و کاهش اعتماد به نفس شما شود. بنابراین برای انجام عمل بینی باید به بهترین دکتر عمل جراحی بینی مراجعه کرده تا با توجه به مشکلاتی که دارید بهترین نوع جراحی بینی برای شما انجام شود. 